# Кремны

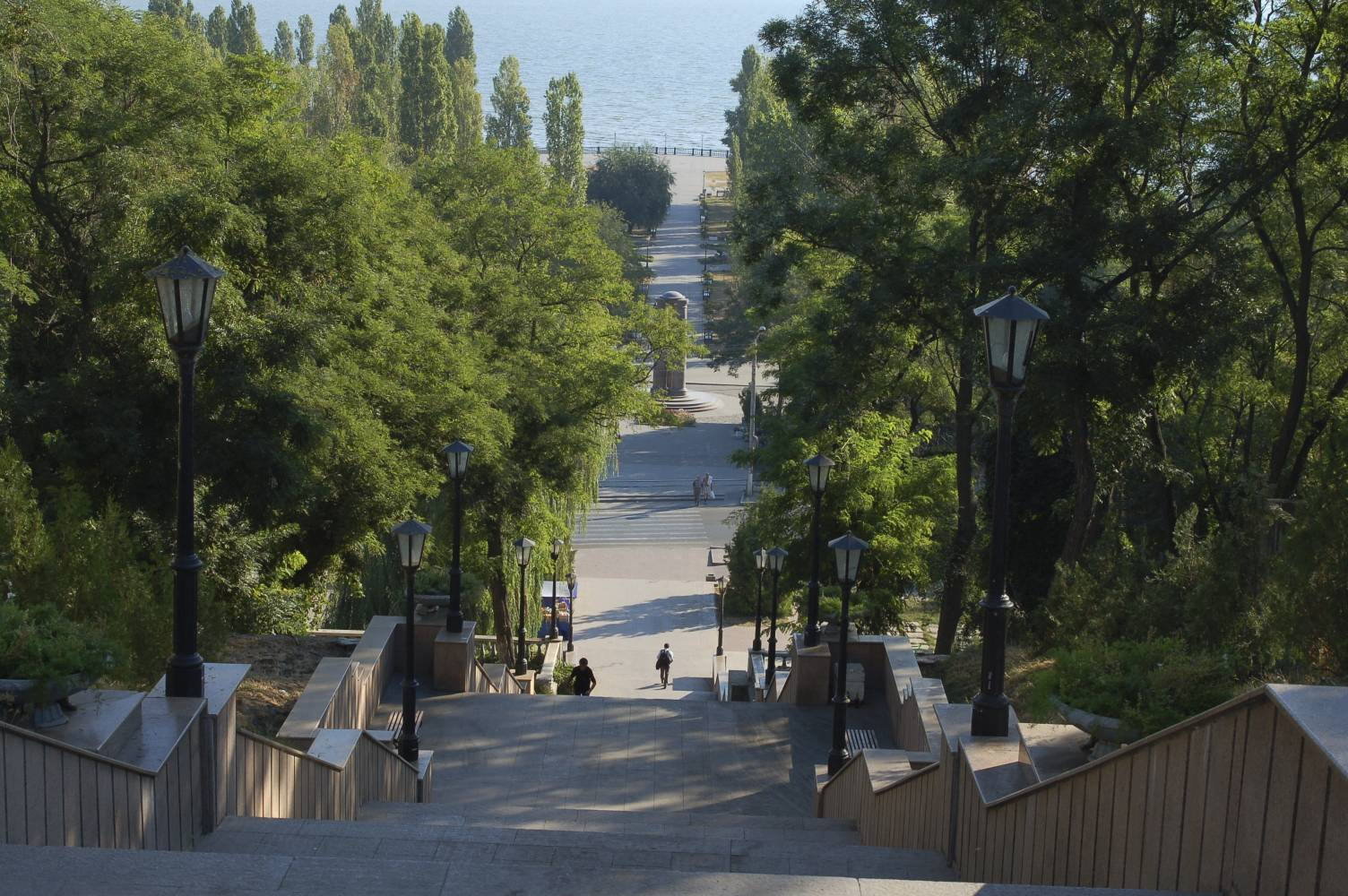
Каменная лестница (вид сверху на Пушкинскую набережную), 2007 г.

Кремны (др.-греч. Κρημνοί, букв. «кручи») — древнегреческое поселение, появившееся ориентировочно в VII веке до нашей эры на берегу Азовского моря. Ныне в районе Каменной лестницы современного Таганрога. Археологи и историки считают, что именно это древнее поселение было упомянуто Геродотом как Кремны (История. IV 20, 110).
Самое северное древнегреческое поселение и одно из трёх известных самых ранних.

## История
Предположение о том, что под Таганрогом покоится очень ранний древнегреческий памятник, появилось в 1930-х годах, когда там во время работ по прокладке ливневого коллектора были обнаружены черепки древнегреческой керамики. Археологических работ тогда проведено не было. Позже, в 1960-х годах группа московских археологов под руководством профессора В. Д. Блаватского попыталась провести разведку Азовского моря, но безуспешно.

## Северное побережье Таганрогского залива
Предыстория современного сотрудничества российских и немецких археологов, исследовавших Кремны, начиналась в 1994 году, когда ростовские археологи П. А. Ларенок и В. П. Копылов издали каталог археологических находок на северном побережье Таганрогского залива. Море постоянно выносит в этом месте на берег обломки керамики и другие свидетельства присутствия античного поселения. В частности фрагменты древнегреческой ионийской керамики, которые уверенно датировались концом VII — началом VI веков до н. э..
Как объясняет Павел Ларенок: «История Азовского моря очень сложная, становление его территории можно разделить на два этапа: обретение суши и обретение моря. Геологически вся Ростовская область — это дно древнего моря, исключение только Донецкий кряж. 40 тысяч лет назад, это было уже на памяти человечества, Азовского моря ещё не было, но была впадина, по которой протекал древний Дон и впадал напрямую через Керченский залив в Чёрное море. А потом постепенно образовался нынешний бассейн. К тому времени, когда в районе нынешнего Таганрога появились древние греки, уровень моря был ниже на 3—7 метров. То есть они приплыли не в Таганрогский залив, а обосновались в устьевой части древнего донского лимана».

## Раскопки в Таганроге
Благодаря материальной помощи немецкого археологического сообщества с 2004 года в Таганроге у подножия Каменной лестницы начались крупномасштабные исследования.
После длительной переписки и всевозможных согласований, первые раскопки начались в 2004 году, когда в Таганрог приехали профессор Свободного университета Берлина Ортвин Далли (Ortwin Dally) и специалист по античной истории Торстен Шунке. Российскую сторону представляли ростовские археологи Павел Ларенок и Сергей Мячин.
Во время этих раскопок было обнаружено местонахождение древнего городища, а также бронзолитейной мастерской. Как выяснили археологи, греческие мастера выливали в ней бронзовые наконечники стрел для скифов.
Как отмечал Павел Ларенок, поселение было образовано на уже обжитом кем-то до греков месте, и, просуществовав не более века, исчезло; почему это произошло и кто предшествовал грекам, пока что учёным не ясно.
В марте 2011 года профессор Далли выступил с докладом о результатах работы германо-российской археологической экспедиции на научной конференции в Российской академии наук. По оценкам археологов, поселение возникло в седьмом веке до нашей эры и было заселено, в основном, выходцами из северной Ионии. По словам Далли, на территории этого поселения не было обнаружено остатков общественных зданий, Агоры, что свидетельствует о том, что поселение не было «полноценным» греческим полисом, а являлось торговым пунктом, каким в древности был также, например, Марсель. По словам Далли, в этом городе жили как местное население, так и греки-ионийцы. Их происхождение было установлено благодаря изучению образцов керамики, найденной при раскопках.
Можно также отметить, что в данном месте обнаружено несколько культурных слоёв, помимо античного: 12-13 столетий назад здесь находилось поселение времён Хазарского каганата, а в XII—XIV веках сюда приставали галеры венецианских и генуэзских купцов.

## Расположение по другим теориям
История вопроса локализации Кремны достаточно большая, и мнения исследователей весьма различны. Практически Кремны помещали в пределах всего Северного Приазовья. Большинство исследователей помещают Кремны в средней части северного побережья Азовского моря вблизи бухт, удобных для стоянки кораблей, с высокими скалами в окрестностях.
Ю.В. Болтрик и Е. Е. Фиалко, в своей работе специально посвященной локализации Кремны, локализовали город в районе села Ботиево.
Были и другие локализации:
- Старый Крым - Ф. Вестенберг.
- от Геническа до Утлюкского лимана - Ф. Брун, С. А. Жебелев, Е. Минз, Д. Реннел, В. В. Латышев.
- район Молочной - Б. И. Граков.
- вблизи Приморска - К. Неймана, Х. Штейн, Г. Кипертом, Ф. Г. Мищенко, Ф. А. Браун.
- устье Берды - Н. И. Надеждин.
- вблизи Мариуполя - М. Нинка, К. Кречмер.
- вблизи Таганрога - К. Маннерт, К. Бэр, Абихт.
- устье Дона, устье Домузглы - Б. А. Рыбаков.[8]

О других поисках пишет и Е.Н. Тарасенко.